# Чжоу Вэй
Чжоу Вэй (кит. 周威)(род. 26.05.1994, в провинции Сычуань) — китайский шашист, двукратный чемпион Азии по международным шашкам, мастер ФМЖД.

## Спортивные достижения
- Чемпион Азии 2015[2] и 2024[3] годов с классическим контролем времени
- Бронзовый призёр чемпионатов Азии 2013[4] и 2014 года[5] по международным шашкам с классическим контролем времени
- Бронзовый призёр чемпионата Азии 2012 года с укороченным контролем времени
- Бронзовый призёр чемпионата КНР по международным шашкам 2011[6] и 2012 года[7][8], Китайских Интеллектуальных игр[9]
- Участник чемпионата мира по международным шашкам 2013 года — 10-е место на  предварительном этапе (группа «Куперман»).